# Aedes amaltheus
Aedes amaltheus är en tvåvingeart som beskrevs av Meillon och Lavoipierre 1944. Aedes amaltheus ingår i släktet Aedes och familjen stickmyggor. Inga underarter finns listade i Catalogue of Life.